# 吉崎憲治
𠮷﨑 憲治（よしざき けんじ、1933年 - ）は、日本の作曲家。宝塚歌劇団の専属作曲家である。
妹は宝塚歌劇団卒業生の吉野桜子、那賀みつる。

## 略歴・人物
徳島県徳島市出身。実家は醸造業を営み、8人兄弟の三男として生まれる。琴や三味線を嗜む母と、自宅にあった手回し蓄音機の存在で音楽に親しむようになり、徳島県立城北高等学校卒業後、1954年に武蔵野音楽大学作曲科に入学。
1959年、宝塚歌劇団に入団。1961年、星組公演『朧夜源氏』でデビュー。
現在に至るまで作曲した数は2000曲以上にのぼり、主に小原弘稔、岡田敬二、太田哲則、谷正純といった演出家たちとコンビを組んでいる。初期の小池修一郎作品や、柴田侑宏作品もいくつか手がけ、岡田のロマンチック・レビューシリーズは全て𠮷﨑の作曲である。また、宝塚歌劇団の代表曲となっている「清く正しく美しく」、「この愛よ永遠に〜TAKARAZUKA FOREVER〜」など数々の名曲も担当。宝塚を代表する重鎮の作曲家である。
2003年、自身が構成・音楽監督・指揮を担当した『𠮷﨑憲治オリジナルコンサート TAKARAZUKA FOREVER』を開催。
2007年、宝塚での長年の功績に対して菊田一夫演劇賞特別賞を受賞。
2014年、『宝塚歌劇の殿堂』最初の100人のひとりとして殿堂表彰。

## 主な作品
※年の記載は初演のみ。
- 「愛の歌」（1962年、『皇帝と魔女』）
- 「私は雨の日が好き」（1962年、テレビ番組『宝塚バラエティ』）
- 「タカラジェンヌがやってくる」/「タカラジェンヌに乾杯」（1967年、『タカラジェンヌに乾杯!』）
- 「花にふれた私」（1972年、『ザ・フラワー』）
- 「清く正しく美しく」（1973年、『宝塚名曲選』）
- 「丘の上のジョニー」（1978年、『丘の上のジョニー』）
- 「この世にただひとつ」（1979年、『心中・恋の大和路』）
- 虹を追って（1980年、虹の橋-ある騎士の物語-）
- 「いつか」（1981年、『ディーン』）
- 「愛のクレッシェンド」（1981年、『クレッシェンド!』）
- 「Welcome to TAKARAZUKA」（1982年、東南アジア公演『ザ・タカラヅカ』）
- 「虹の夢」（1982年、『パリ変奏曲』）
- 「朱(朱に恋うる歌)青(青のにじむ朝の歌)」（1983年、『紅葉愁情』※地方公演では『朱に恋うる調べ』に改題）
- 「ジュテーム」（1984年、『ジュテーム』）
- 「この愛よ永遠に TAKARAZUKA FOREVER」（1984年、『ザ・レビューII -TAKARAZUKA FOREVER-』）
- 「ザ・ヒーロー」（1985年、『フル・ビート』）
- 「愛の祈り」（1985年、西海に花散れど）
- 「アランチャ」「ラテン・ラバー」（1986年、『ヴァレンチノ』）
- 「ラ・ノスタルジー」（1986年、『ラ・ノスタルジー』）
- 「メモアール・ド・パリ」（1986年、『メモアール・ド・パリ』）
- 「ラ・パッション！」（1989年、『ラ・パッション!』）
- 「ル・ポアゾン」/「愛の媚薬について」（1990年、『ル・ポアゾン 愛の媚薬』）
- 「朝日の昇る前に」（1991年、『華麗なるギャツビー』）
- 「ナルシス・ノアール」（1991年、『ナルシス・ノアール』）
- 「いつも夢見てた」（1992年、『スパルタカス』）
- 「LOVER'S GREEN」（1992年、『PUCK』）
- 「熱愛のボレロ」/「愛の祈り」（1994年、『ラ・カンタータ!』）
- 「シトラスの風」（1998年、『シトラスの風』）
- 「Rose Garden」（2001年、『Rose Garden』）
- 「タカラヅカ・グローリー!」（2004年、『タカラヅカ・グローリー!』）
- 「CAPTAIN NEMO」（2017年、『CAPTAIN NEMO』）

ほか多数。